# 李守柔
李守柔（1922年—2012年10月17日），女，四川重庆人，中国妇产科学家，曾任白求恩医科大学教授、博士生导师。